# Ejn Avdat
Ejn Avdat (hebrejsky: עין עבדת) nebo Ejn Ovdat je kaňon v Negevské poušti v Izraeli, jižně od kibucu Sde Boker. Díky hojné fauně a floře nacházející se uprostřed pouště byl vždy lákavým místem k bydlení. V důsledku toho byl kaňon a jeho okolí obydlen již před 80 až 90 tisíci lety například neandrtálci a později v historii Nabatejci a křesťanskými mnichy. Díky vhodnému prostředí a bujné vegetaci je kaňon atraktivním místem pro různé živočišné druhy, jako jsou například kozorožci a různé druhy ptactva.
Příhodné prostředí je zde možné díky vodě, která vyvěrá z četných pramenů v jižní části kaňonu a jež následně přes řadu vodopádů stéká do hlubokých tůní. Zdejší prameny vyvěrají ze skal, avšak jejich přesný zdroj není stále znám. Kolem pramenů rostou halofytní (slanomilné) rostliny jako jsou topoly (Populus) a lebedy (Atriplex).

## Etymologie
Ejn (hebrejsky: עין) je hebrejské slovo pro pramen či vodní zdroj, odkazující k četným pramenům v kaňonu, zatímco slovo Avdat (hebrejsky: עבדת) pochází z nedalekého města Avdat, jež se nachází jižně od kaňonu. Město Avdat je pojmenován po nabatejském králi Obodasovi I, který je zde podle tradice pohřben. Jeho jméno bylo arabizováno na Abdaha (arabsky: عبدا) a nakonec hebraizováno na Avdata. Proto Ejn Avdat znamená Pramen Obodaův.

## Dějiny

### Pravěk
Během pravěku byl Ejn Avdat a jeho okolí obýván po tisíce let, což dokazují četné artefakty pazourků, které byly ve zdejší oblasti nalezeny. Tyto nástroje patřili neandrtálské moustérienské kultuře, která zde pobývala před 80 až 90 tisíci lety. Četnost pazourků v blízkosti výchozů svědčí o tom, že byly neandrtálci používány pro mnohé typy nástrojů, jako jsou například šípy, hroty a jiné podobné nástroje. Skořápky z pštrosích vajec a kosti osla asijského pomáhají doložit a popsat zdejší faunu v tomto období.
V oblasti byla rovněž nalezeno velké množství nástrojů vyrobených z pazourků a různé druhy ručně vyrobených nožů a kamenných nástrojů, které se datují do paleolitu a mezolitu, stejně jako zbytky menších osad, sestávajících z kruhových staveb, datujících se do doby bronzové.

### Antika

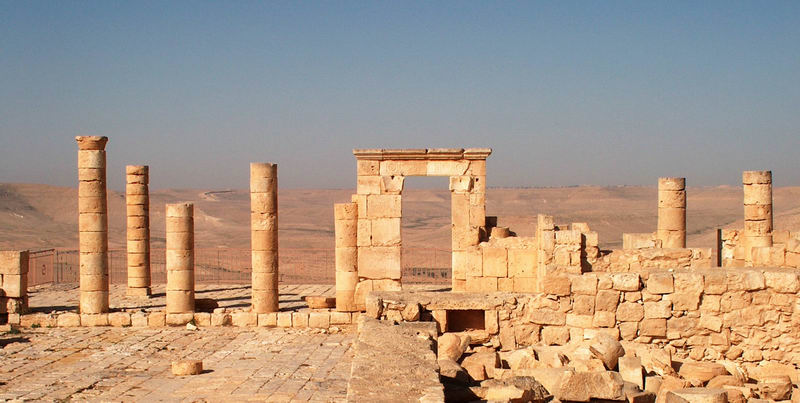
Nabatejské město Avdat

Během helénismu se nedaleké město Avdat stalo obchodním centrem Nabatejců na významné Kadidlové stezce, která byla starověkou obchodní stezkou táhnoucí se přes Arabský poloostrov od Egypta do Indie. Jiné oblasti Negevu v tomto období obydleny nebyly a ani v nich nebylo rozšířené zemědělství. Zemědělství však doznalo značného rozvoje během raného římského období, kdy dosáhlo Nabatejské království svého vrcholu. V té době se pevnosti Kadidlové stezky staly prosperujícími městy s velkým množstvím veřejných budov a zemědělskými usedlostmi na předměstích a přestože byl Avdat anektován Římskou říší v roce 106 n. l., zůstal i nadále na Kadidlové stezce prosperujícím hlavním centrem.
Během byzantského období se město vyvinulo v křesťanské město a Ejn Avdat byl obydlen mnichy, kteří žili v jeskyních kaňonu. Tito mnichové zde vytesali skříně, poličky, lavičky, schody a vodní systémy. Jeskyně jsou rovněž vyzdobeny kříži a modlitbami vyrytými do zdí. Po muslimském dobytí Palestiny zůstala oblast opuštěna.

### Moderní období
Místo se stalo snadněji dostupnější v 50. letech 20. století po založení kibucu Sde Boker v roce 1952 a vybudování dálnice 40 vedoucí do Ejlatu. V roce 1956 byla v kaňonu vybudována turistická stezka, která je dnes součástí Izraelské národní stezky, turistické stezky, která vede po celém Izraeli.
Kvůli zdejšímu bohatému životnímu prostředí a historii se Ejn Avdat stál izraelským národním parkem. Národní park Ejn Avdat (hebrejsky: גנים לאומיים עין עבדת) zahrnuje kaňon v celé jeho délce. Existují do něj dva vstupu, jižní u úpatí kaňonu, nacházející se zhruba 500 m n. m. a severní v nadmořské výšce přibližně 400 m n. m. Tyto dva vstupy do kaňonu jsou od sebe vzdáleny zhruba 5 kilometrů.

## Geografie
Kaňon Ejn Avdat je součástí vádí Nachal Cin, největšího vádí v Negevské poušti. Celkem 120 kilometrů dlouhé vádí začíná v severozápadní části Machteše Ramon a směřuje na sever. Nachal Cin, včetně Ejn Avdat, vznikl erozí za pomoci zdejších vodních toků, které se v průběhu dějin zařezaly do zdejšího reliéfu.

### Podnebí
Podnebí v oblasti monitoruje meteorologická stanice ve Sde Boker. Léta jsou zde teplá, téměř beze srážek, zatímco zimy jsou chladné s občasnými dešti. Nejnižší teploty zde byly zaznamenány v lednu, a to – 3,6 °C, zatímco v létě teplota překračuje 40 °C. Vlhkost je zde poměrně vysoká, během zimy obvykle po ránech přesahuje 75 % a v poledne již je pod 50 %, zatímco v létě je po ránu kolem 50 % a v poledne méně než 30 %.

### Fauna a flóra

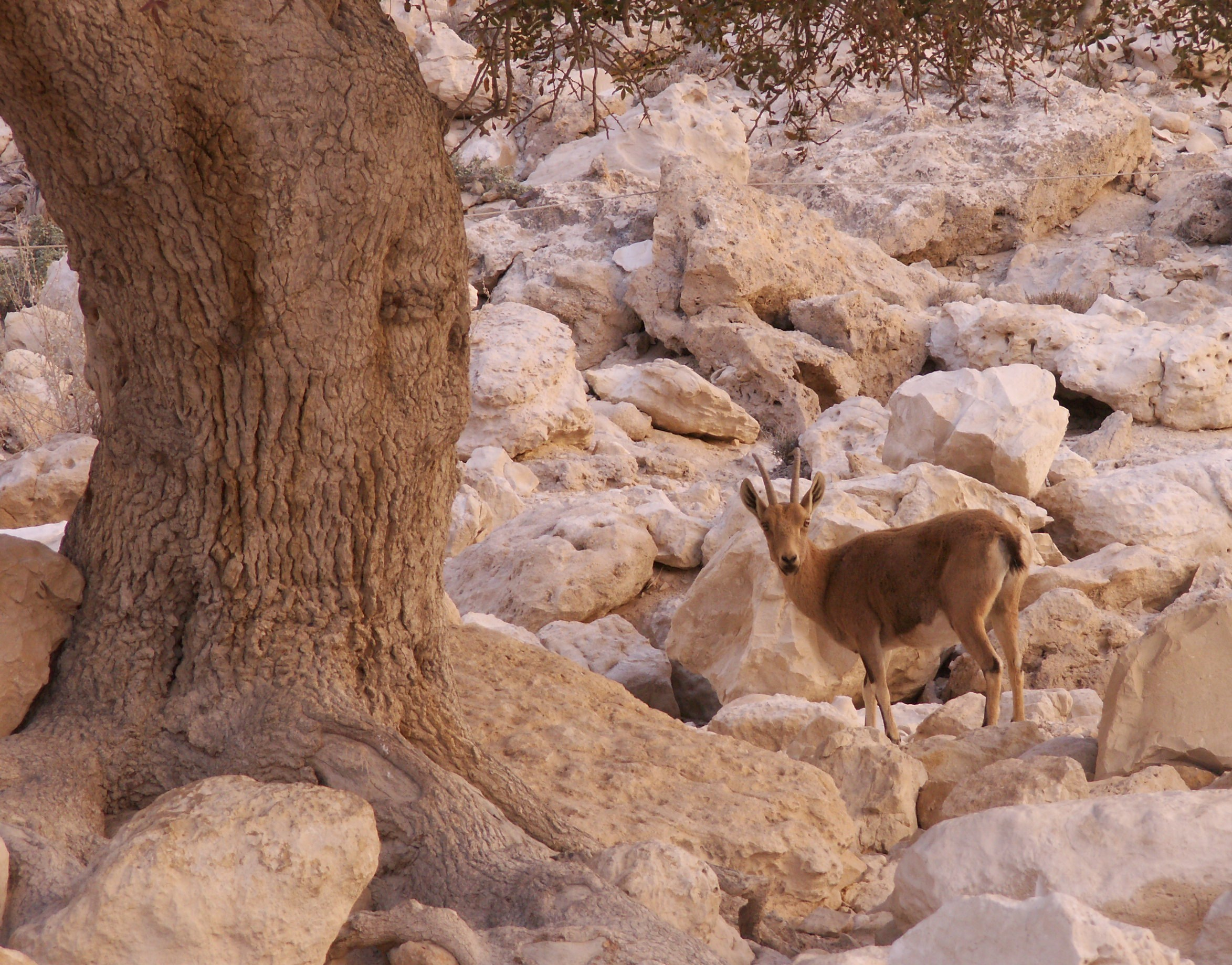
Samice kozorožce núbijského v Ejn Avdat

Díky hojnosti vegetace přitahuje Ejn Avdat množství živočišných druhů; z hmyzu například šídla, z ptáků to jsou bulbulovití, holub skalní (Columba livia) a různí dravci a z jiných živočišných druhů například žáby a kozorožci. Útesy kaňonu jsou někdy využívány orly jako hnízdiště. Z ostatních dravců se zde vyskytují například supi, sokoli či dropovití.
Kolem pramenů rostou topoly a lebedy, které většinou rostou na březích a snesou určitou úroveň salinity půdy. Salinita i průtok vody se liší v jednotlivých ročních období, nicméně prameny jsou zde aktivní po celý rok.

### Prameny
První a nejjižnější pramen v kaňonu je Ejn Ma'arif. Tvoří řetězce vodopádů a jezírek a největší z jeho vodopádů je 40 metrů vysoký. Poblíž pramene jsou pozůstatky byzantské pevnosti, která kontrolovala další část proudu a okolní zemědělskou půdu.
Dále na sever od pramene Ejn Ma'arif je 15 metrů vysoký vodopád, který padá do 8 metrů hlubokého jezera, které je rozděleno do dvou částí malou umělou hrází. V nedávné době bylo v jezírku zakázáno plavat i z něj pít, aby nedocházelo k vyrušování zdejší zvířeny. Zdejší pramen se jmenuje Ejn Avdat a neměl by být zaměňován s názvem celého kaňonu.
Nedaleko severního vstupu do národního parku se nachází pramen Ejn Mor. Ejn Mor, který je nejníže položeným pramenem v kaňonu, byl pojmenován po koření myrha (hebrejsky: מור, mor). Své jméno získal z historických důvodů, neboť po nedaleké kadidlové stezce, jejíž zastávkou bylo i nedaleké město Avdat, cestovali obchodní s velbloudy, kteří prodávali myrhu.

## Galerie

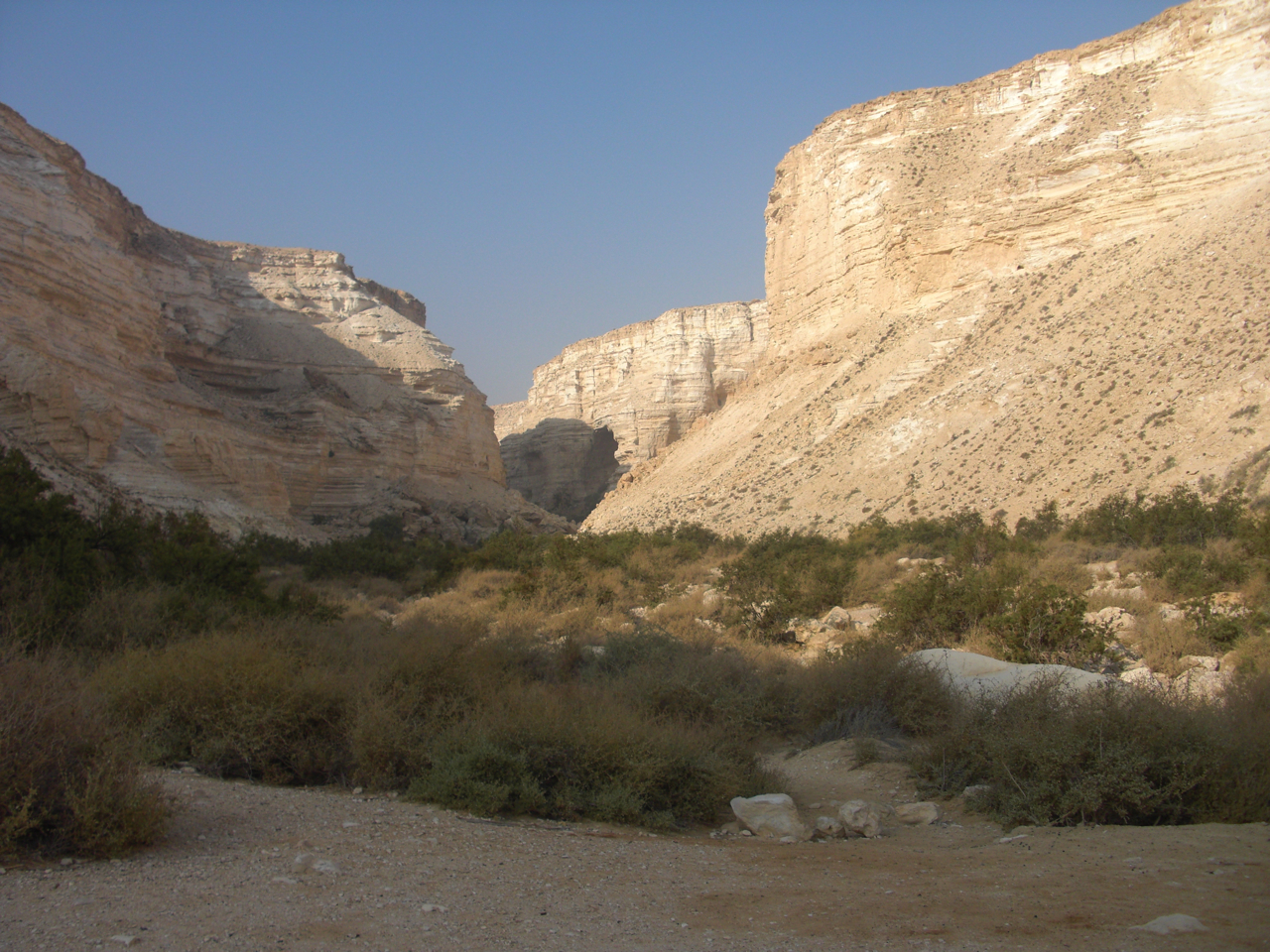
Ejn Avdat
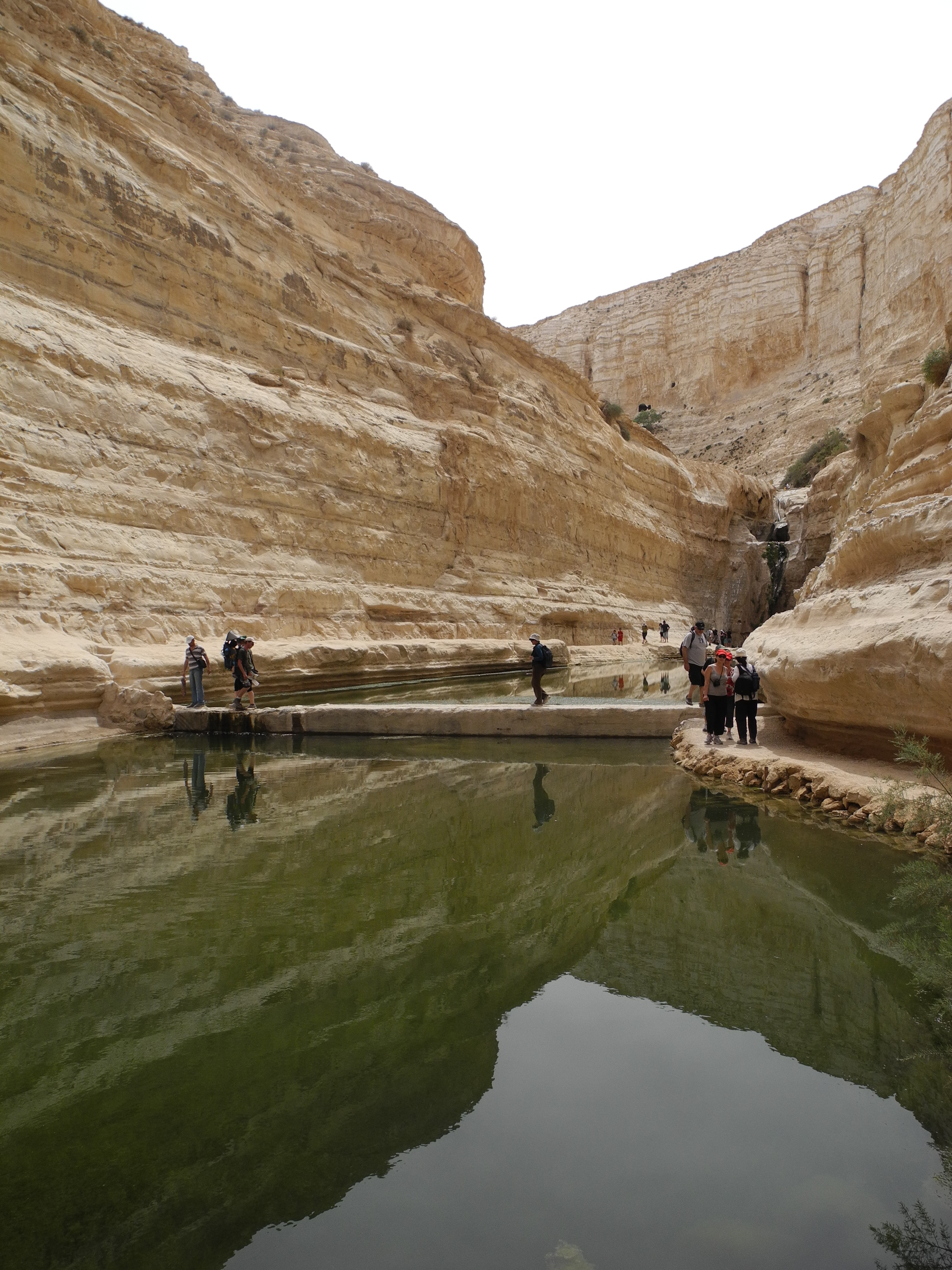
Pramen v Ejn Avdat
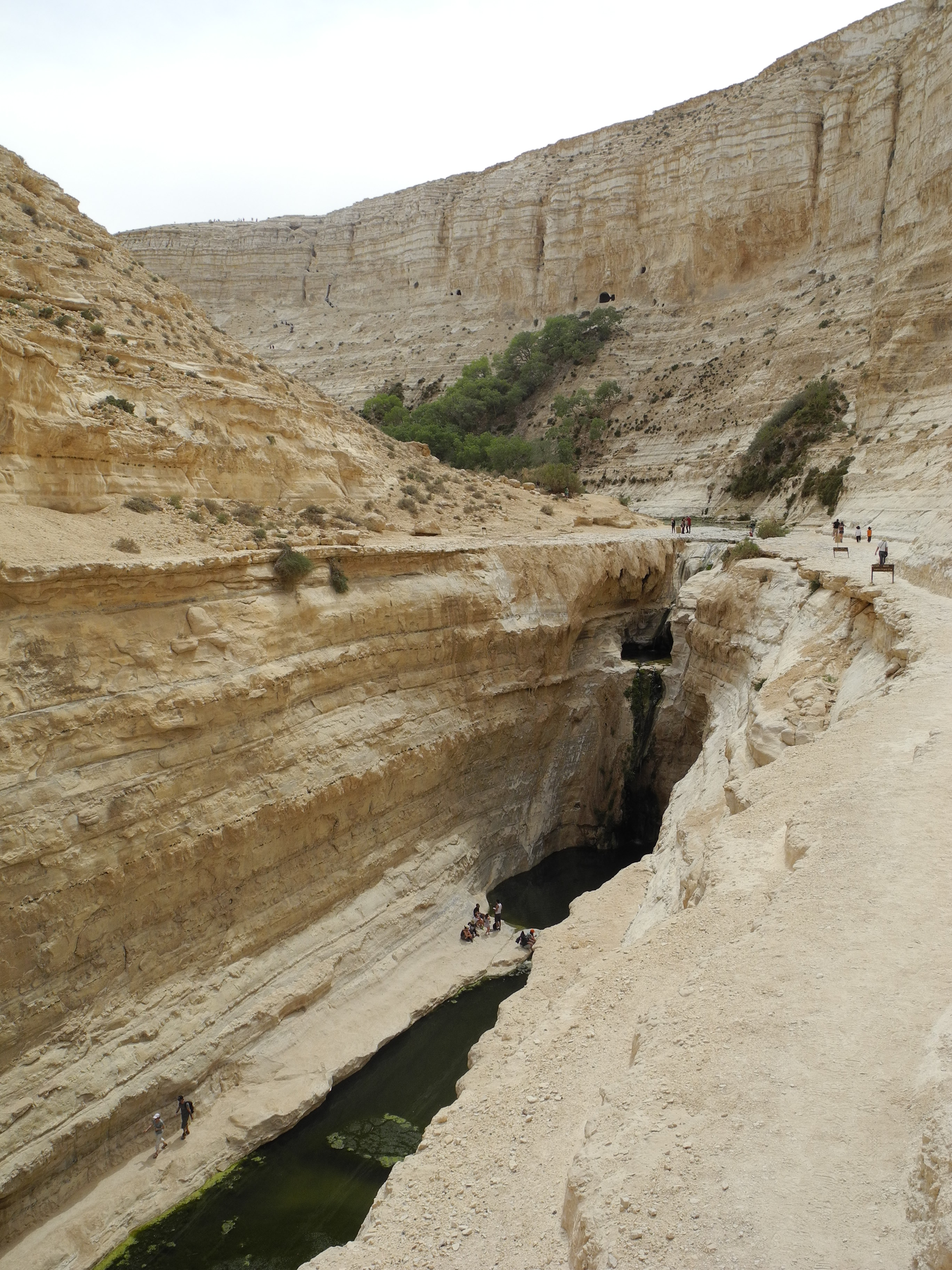
Ejn Avdat
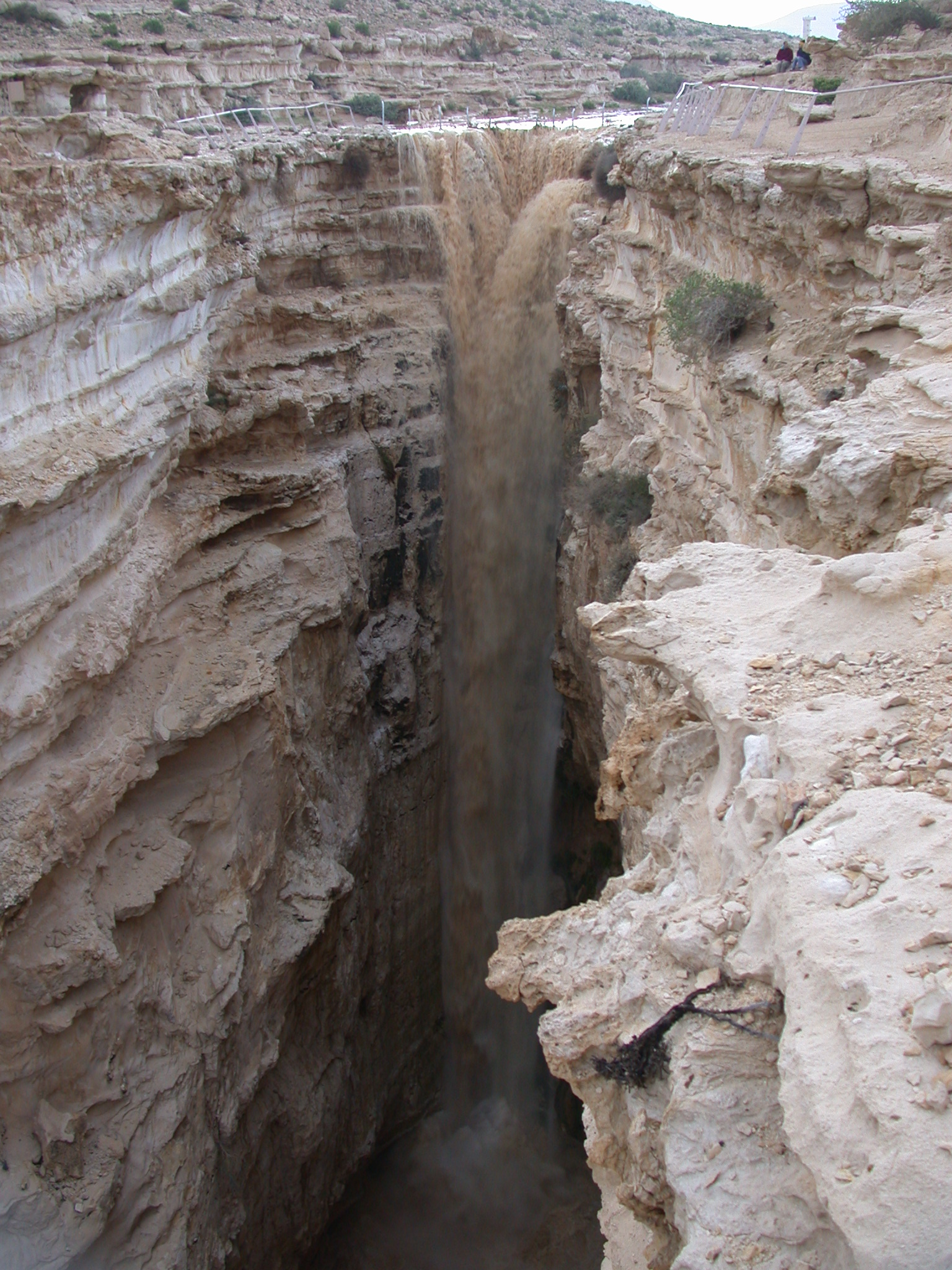
Příval vody v Ejn Avdat
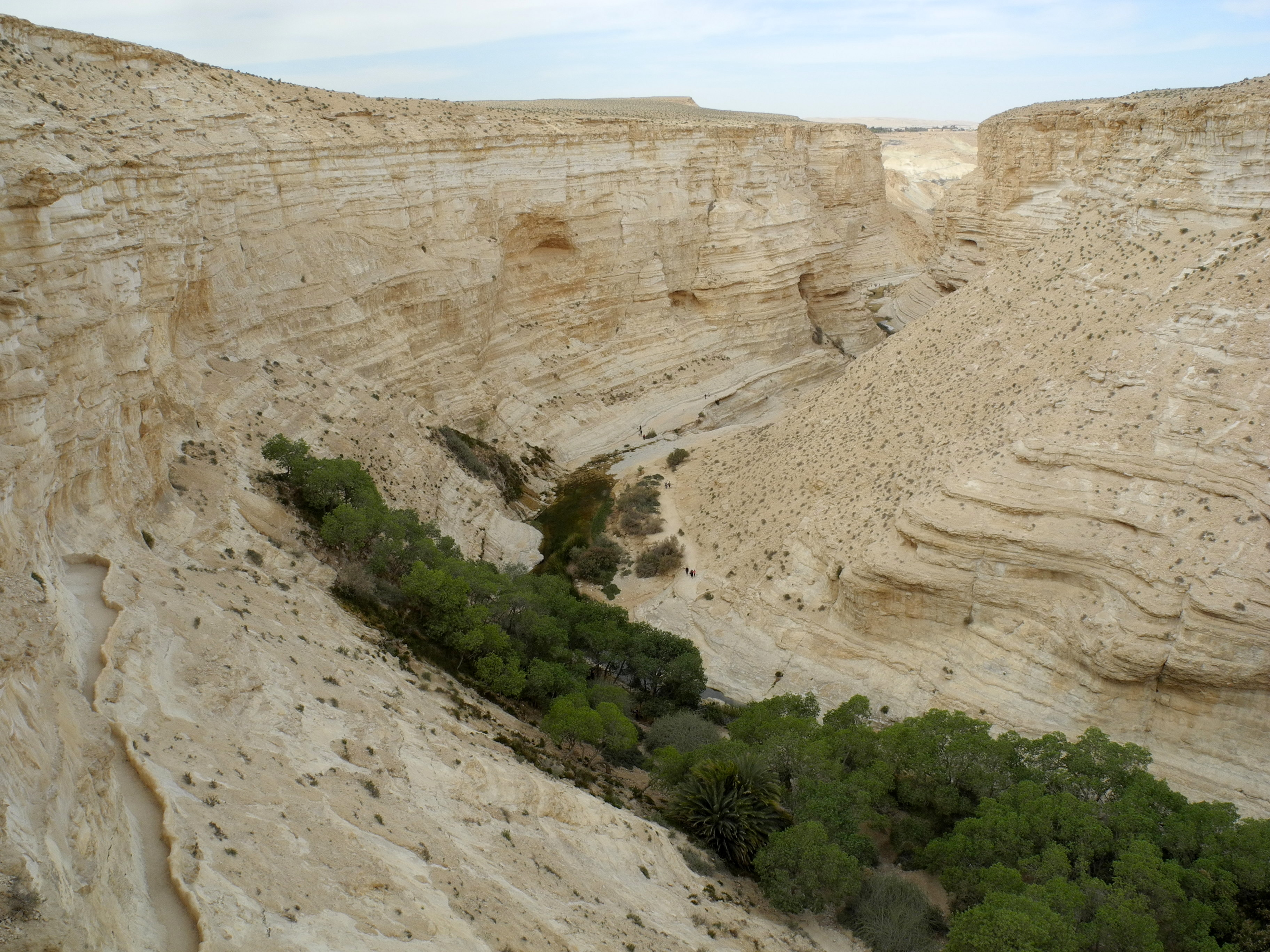
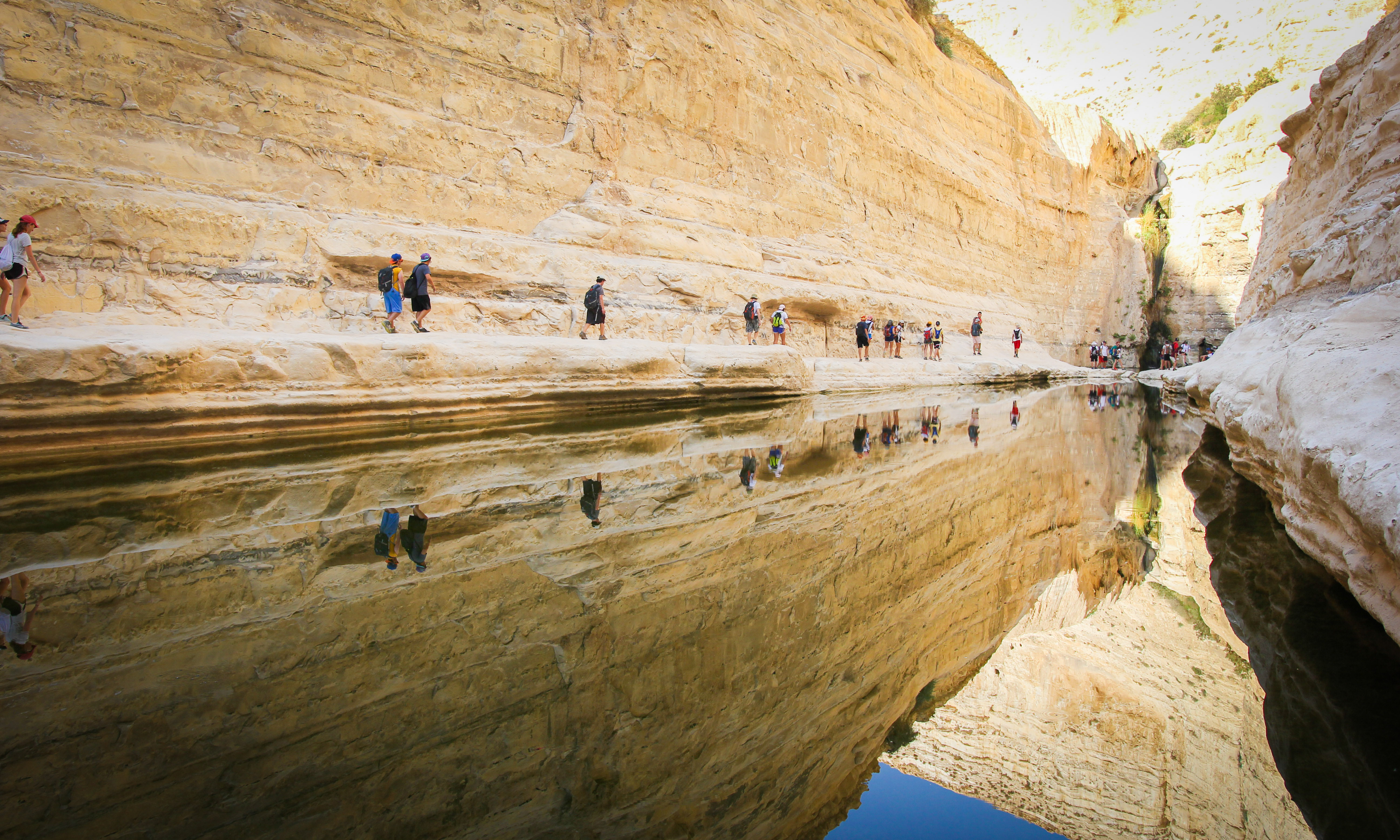